# Texarkana (Texas)
Texarkana is een plaats (city) in de Amerikaanse staat Texas, en valt bestuurlijk gezien onder Bowie County.

## Demografie
Bij de volkstelling in 2000 werd het aantal inwoners vastgesteld op 34.782.
In 2006 is het aantal inwoners door het United States Census Bureau geschat op 36.054, een stijging van 1272 (3.7%). In 2016 was het inwonersaantal gestegen tot 37.679.

## Geografie
Volgens het United States Census Bureau beslaat de plaats een oppervlakte van
66,7 km², waarvan 66,4 km² land en 0,3 km² water. Texarkana ligt op ongeveer 100 m boven zeeniveau.

## Plaatsen in de nabije omgeving
De onderstaande figuur toont nabijgelegen plaatsen in een straal van 20 km rond Texarkana.

## Bekende inwoners van Texarkana

### Geboren
- Scott Joplin (1868-1917), pianist en ragtime-componist
- Joshua Logan (1908-1988), film- en toneelregisseur en schrijver
- Ross Perot (1930-2019), zakenman en miljardair
- Parnelli Jones (Texarkana (Arkansas), 1933), autocoureur en teameigenaar
- Otis Williams (1941), zanger, producer en songwriter (The Temptations)

### Woonachtig (geweest)
- Corinne Griffith (1894-1979), actrice en auteur